# 索菲·夏洛特 (漢諾威)
索菲·夏洛特（英語：Sophie Charlotte，1668年10月30日—1705年2月1日）是首任普鲁士的国王腓特烈一世的王后，柏林的夏洛滕堡地区便以她命名。
索菲·夏洛特是新教诸侯不伦瑞克-吕讷堡选帝侯恩斯特·奧古斯特和选侯夫人普法尔茨的索菲唯一的女儿，她的长兄格奥尔格·路德維希于1714年继承了大不列颠王国的王位，称乔治一世。

## 生平
166年索菲·夏洛特出生於奧斯納布呂克采邑主教国的伊堡城堡。在童年時期，索菲·夏洛特曾隨母親前往法蘭西王國，希望能與法國王儲——大皇太子路易（Louis, Grand Dauphin）結婚，後者是法王路易十四的繼承人。但最終路易與巴伐利亞的瑪麗亞·安娜·維多利亞公爵夫人成婚。其後索菲·夏洛特也一度被考慮作為路易十四在1683年喪妻後的再婚人選，但此計劃亦未有下文。
1684年10月8日，索菲·夏洛特與腓特烈結婚。1688年，她成為勃蘭登堡選侯夫人，在1701年勃蘭登堡-普魯士升格為王國後，她成為第一位「普魯士王后」。她唯一成年存活的孩子是日後的普魯士國王腓特烈·威廉一世。她的丈夫深愛她，雖然在宮廷中（模仿法王路易十四）也設有正式的情婦卡塔琳娜·里克特（Catharina Rickert），但從未真正使用過她。

柏林霍亨索倫王室的皇宮——夏洛滕堡宮（於1713年竣工）

索菲·夏洛特起初曾干涉政務，促成普魯士首相埃伯哈德·馮·丹克爾曼（Eberhard von Danckelman）於1697年被罷免，但不久後便淡出政壇。1695年，她從丈夫那裡獲得柏林西部利策奧（Lietzow）莊園，以交換較遠的卡普特（Caputh）領地，並委託建築師約翰·阿諾德·內林（Johann Arnold Nering）與馬丁·格林貝格（Martin Grünberg）在此興建一座巴洛克風格的夏宮，以便脫離丈夫獨立生活並建立自己的宮廷。腓特烈只能在受邀時造訪，如1699年7月11日，她在此為他舉辦生日宴會。自1700年起，她每年夏季都會居住於此。此地原名利策堡（Lietzenburg），在她去世後改名為「夏洛滕堡宮」。
1701年，腓特烈與索菲·夏洛特分別成為普魯士國王與王后。王后是漢諾威選侯夫人，太后索菲的女兒，亦是漢諾威選侯（後來的英王喬治一世）的姊妹。她以聰慧與堅強性格聞名，其開放不拘的宮廷吸引了大量學者，包括哲學家萊布尼茲（Gottfried Leibniz）。 索菲·夏洛特收養了其好友薩克森-艾森納赫的埃莉奧諾拉·埃爾德穆特公主（Eleonore Erdmuthe von Saxe-Eisenach）之女安斯巴赫的卡羅琳（Ansbach）。在王后影響下，卡羅琳接觸到前所未有的開明知識環境。接受教育前，她幾乎未受過正式學習，筆跡終生潦草。 她憑藉敏銳的頭腦成為相當有學問的女性。 她與王后感情深厚，被視為義女； 王后曾言：「沒有卡羅琳，柏林如同荒漠。」 卡羅琳因聰慧與美貌而受到各方青睞。選侯夫人索菲稱她為「德國最可親王女」。 她曾被考慮嫁給奧地利大公查理（即後來的查理六世），當時為西班牙王位候選人。查理於1703年正式向她提親，並獲普魯士國王支持，但卡羅琳於1704年婉拒，因不願放棄路德宗信仰改信天主教。 隔年初，索菲·夏洛特在探望母親時於漢諾威去世， 卡羅琳悲痛萬分，致信萊布尼茲稱：「此災難使我悲傷與病痛交加，唯一的慰藉是或許能早日與她相會。」 索菲·夏洛特徹底改變了卡羅琳的人生，其自由思想也深深影響卡羅琳終身。
索菲·夏洛特最為人所記憶者，是她與母親摯友、導師萊布尼茲的友誼與通信，她自認為是萊布尼茲的信徒。萊布尼茲的哲學著作《神義論》（Théodicée）即來自與她的對話。除德語外，她也精通法語、義大利語與英語。她追隨母親風範，周圍圍繞哲學家與神學家如艾薩克·德·博索布爾（Isaac de Beausobre）、丹尼爾·恩斯特·亞布隆斯基（Daniel Ernst Jablonski）與約翰·托蘭（John Toland），並促成普魯士科學院的成立。她熱愛音樂，能歌善琴，並興建義大利歌劇院，僱用音樂家阿蒂利奧·阿里奧斯蒂（Attilio Ariosti）與喬瓦尼·博農奇尼（Giovanni Bononcini）。作曲家阿爾坎傑洛·科雷利（Arcangelo Corelli）將其1700年出版的第五號小提琴奏鳴曲作品獻給她。據傳，她對丈夫鋪張隆重的儀式極為反感，以致加冕典禮時還不斷嗅食鼻煙以自我分心。

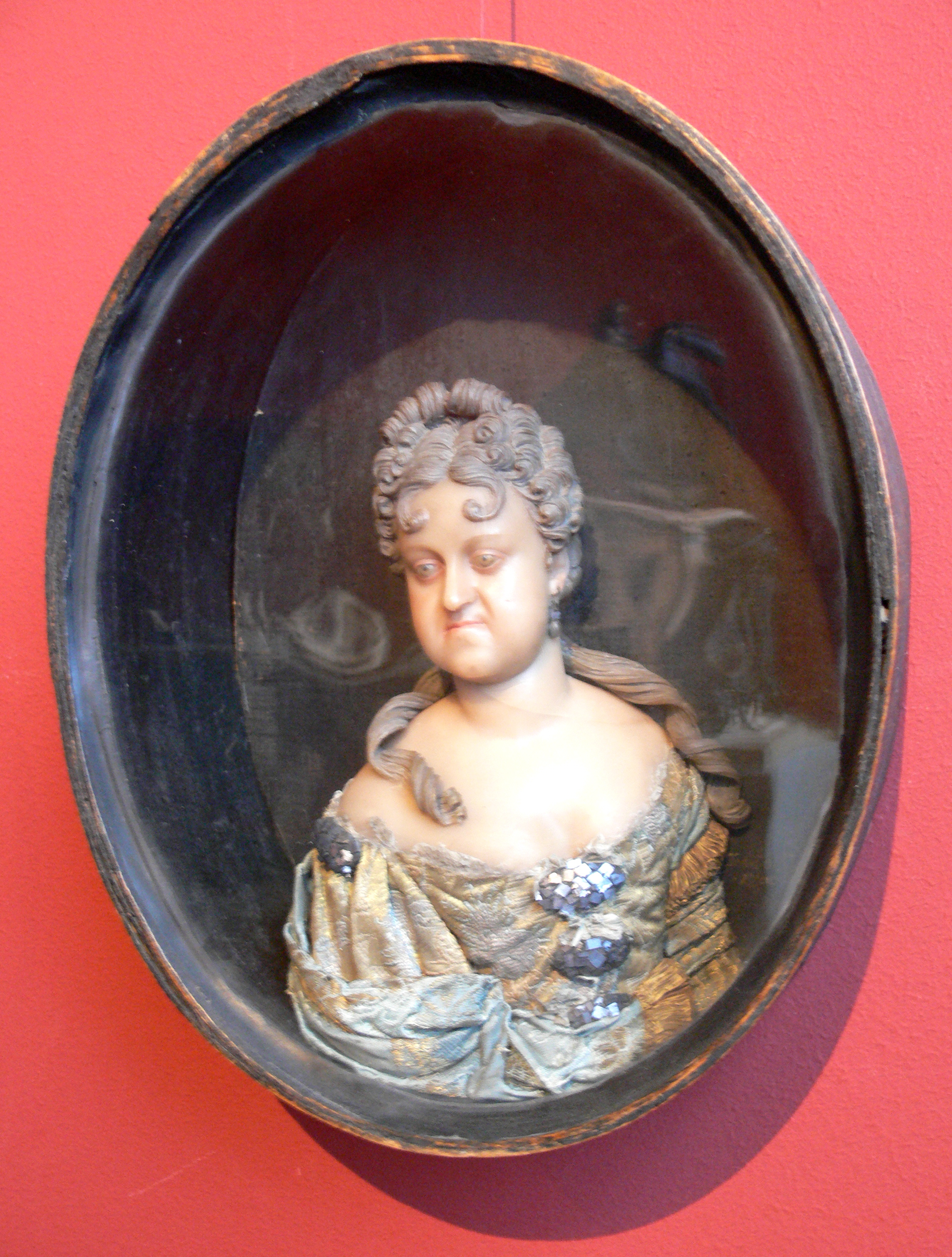
約1700年索菲·夏洛特的蠟像

索菲·夏洛特氣度不凡，1697年俄國沙皇彼得大帝進行「大使節使團」訪問時，首次與她與其母相見，竟緊張得語塞。兩人親切接待，彼得則以幽默與滿箱貂皮、錦緞回報。
索菲·夏洛特於2月1日1705年［儒略曆1月21日］在探望母親期間於漢諾威死於肺炎，享年36歲。

## 子嗣
1. 腓特烈·奥古斯特（1685年10月6日－1686年1月31日），夭折。
2. 腓特烈·威廉一世（1688年8月14日－1740年5月31日），与汉诺威选侯夫人索菲·多萝西结婚并育有子嗣。